# Synthetische Evolutionstheorie
Die Synthetische Evolutionstheorie erklärt den Artenwandel, einschließlich der Bauplan-Transformationen (Makroevolution), seit ca. 1950. Sie ist die konsistente Erweiterung der klassischen Evolutionstheorien von Charles Darwin und Alfred Russel Wallace, erweitert von August Weismann, durch vereinte Erkenntnisse der Genetik, Populationsbiologie, Paläontologie, Zoologie, Botanik und Systematik. In Darwins Werk Die Entstehung der Arten (1859; 6. Auflage 1872) fehlten diese Befunde, die erst nach seinem Tod entdeckt bzw. entwickelt wurden, zunächst durch die Forschungen von Weismann. Bis zur Synthese waren diese Disziplinen voneinander getrennt.
Die Synthetische Evolutionstheorie wird manchmal mit dem „Neodarwinismus“ verwechselt. Der Zoologe August Weismann (1834–1914) lieferte die Konzepte zur Neodarwin’schen Theorie, die Evolutionsbiologen im 20. Jahrhundert weiterentwickelt haben. Etabliert wurde die Synthetische Evolutionstheorie 1937 erstmals von Theodosius Dobzhansky und 1942 durch Ernst Mayr und Julian Huxley. Die Synthetische Theorie der biologischen Evolution wird durch neue Forschungsergebnisse ständig ergänzt.

## Grundlagen von Darwin und Wallace
Die Theorien von Darwin und Wallace besagen, dass Evolution ein langsamer, langfristiger Prozess der Änderung von Organismen ist, wobei die natürliche Selektion als entscheidende „Triebkraft“ der Artenumwandlungen erkannt wurde. Die Individuen einer Population unterscheiden sich durch erbliche Merkmale. Durch gerichtete natürliche Selektion werden diejenigen Veränderungen, die ihre Träger besser an eine neue Umwelt anpassen, häufiger in die nächste Generation weitergegeben, sodass diese dann die Population dominieren.
Im Einzelnen bestehen die Theorien von Darwin und Wallace aus den folgenden Beobachtungen und Folgerungen, die weitestgehend in die Synthetische Theorie integriert worden sind:
- Alle heutigen Arten stammen von gemeinsamen Vorfahren ab. Dabei machten Darwin und Wallace keine Aussagen, ob das Leben einen einzigen Vorfahren oder mehrere hat.[7]
- Die Theorie des Gradualismus, also der kleinsten Variationen bei der Vererbung.[8]
- Die von Thomas Malthus übernommene Beobachtung des begrenzten Wachstums des Nahrungsangebots bzw. der begrenzten Nahrungsressourcen sowie u. a. von Malthus:
- Die Beobachtung, dass jedes Individuum (Paar) mehr Nachkommen erzeugt als überleben können, und dass Populationsgrößen langfristig stabil bleiben.[9]
- Die Folgerung, dass die natürliche Selektion die Triebkraft für die Evolution ist.[10] Das Überleben der Individuen im Ausleseprozess ist von der erblichen Qualität ihrer Angepasstheit an die Umwelt abhängig.
- Die daraus geschlossene Folgerung des Überlebens der Bestangepassten (Survival of the Fittest).[11][12] Die Bestangepassten einer Art überleben statistisch öfter, sie haben dadurch eine höhere Anzahl fortpflanzungsfähiger Nachkommen, d. h. ihre Fähigkeit zur Weitergabe der eigenen Gene in die Nachfolgegeneration ist besser als jene ihrer Konkurrenten.

## Die Genetik nach Darwins Tod
Darwin kannte Gregor Mendels Aufsatz von 1866 nicht. Erst 1900 wurde dieser wiederentdeckt. Durch erste Erkenntnisse auf dem Gebiet der Genetik, besonders die Vererbungsregeln Mendels, konnten Mechanismen zur Erzeugung der genetischen Variabilität aufgedeckt werden. Weismann widerlegte 1892 die Lamarck’sche These einer Vererbung erworbener Eigenschaften, die Darwin (nicht jedoch Wallace) akzeptiert hatte. Bis 1927 herrschte jedoch noch Uneinigkeit, ob die von Mendel beschriebenen Merkmale, die 1909 von Wilhelm Johannsen Gene genannt wurden, eine physikalische oder theoretische Einheit darstellen.
Wichtige Beiträge zur Etablierung der Genetik und damit zur Fundierung der Synthese leistete der Amerikaner Thomas Hunt Morgan. Er konnte bei der Taufliege (Drosophila) die Struktur von Chromosomen belegen und nachweisen, wie Gene auf Chromosomen angeordnet sind. Freilich war ihm noch immer nicht bekannt, was Gene chemisch sind.

## Populationsgenetische Grundlage und Kernaussagen
Evolution ist auf der populationsgenetischen Ebene definiert als Veränderung von Allelfrequenzen in einer Fortpflanzungsgemeinschaft. Die Häufigkeit der Allele bestimmt die Häufigkeit der zugehörigen Merkmalsausprägungen. Betrifft eine Veränderung die gesamte Art, so spricht man von Anagenese, ist sie dagegen auf eine Teilpopulation beschränkt, bildet sich eine Unterart und langfristig kann sich daraus eine Artbildung durch Aufspaltung ergeben (Kladogenese). Die von Ernst Mayr beschriebene reproduktive Isolation ist eine Grundvoraussetzung für die Kladogenese durch allopatrische Artbildung, andernfalls handelt es sich um einen Fall von sympatrischer Artbildung (bei Pflanzen häufig, bei Tieren selten).
Die Synthetische Theorie umfasst u. a. folgende Aussagen der Evolutionsbiologie:
- Der Informationsfluss für evolutionäre Veränderungen geht immer von den Genen zu den Merkmalen, niemals umgekehrt.
- Die Richtung der Veränderungen wird durch vier Evolutionsfaktoren bestimmt:
  - Die erbliche Mutation generiert Veränderungen. Mutationen sind unvorhersehbar, wobei zufällig insbesondere bedeutet, dass sie kein Ergebnis der Selektion sind.[14]
  - Über genetische Rekombination, wie sie bei Eukaryoten im Rahmen der Meiose stattfindet, entsteht  Variabilität. Neben diesem Austausch der Gene auf sexuellem Wege bei Eukaryoten (wie Tieren und Pflanzen) gibt es ähnliche Vorgänge auf parasexuellem Weg bei Prokaryoten wie Bakterien, zum Beispiel durch Konjugation.
  - Die gerichtete Selektion bewertet Veränderungen. Sie führt als der dominierende Evolutionsfaktor zur Adaptation der Individuen einer Population an die aktuellen Umweltbedingungen, oder zur Elimination derselben.
  - Die Gendrift bewirkt eine zufällige Veränderung der Allelfrequenzen, besonders in kleinen Populationen.
- Die Entstehung von evolutionären Neuerungen, neuen Bauplänen und systematischen Unterschieden oberhalb der Artebene (u. a. als Makroevolution bezeichnet) unterscheidet sich nur graduell von Veränderungen auf der Populationsebene (auch Mikroevolution genannt); die zugrunde liegenden Evolutionsmechanismen sind dieselben.

Hervorzuheben ist, dass ausschließlich Gene für evolutionäre Veränderungen verantwortlich sind. Die Gene der Individuen bilden hierbei die Grundlage ihrer Selektion, wobei der Phänotyp die „Zielscheibe“ der Auslese darstellt. In einem Abstraktionsschritt werden nun die Gene aller Individuen einer Population „verglichen“. Unterschiedliche Varianten desselben Gens in verschiedenen Individuen einer Art werden als Allele bezeichnet, sie sind die Grundlage für die unterschiedliche Merkmalsausprägung im Phänotyp. Erbliche Unterschiede zwischen Individuen gehen auf unterschiedliche Allele, in seltenen Ausnahmefällen auch auf unterschiedliche Gene, zurück. Die Genetik auf der Ebene eines einzelnen Organismus tritt in den Hintergrund zugunsten der Betrachtung von Veränderungen des Genpools der ganzen Population (d. h. Fortpflanzungsgemeinschaft).
Die charakteristischen Kennzeichen der Synthetischen Theorie sind also:
- Populationskonzept und Genzentrismus
- Gradualismus
- externalistische Ausrichtung auf die gerichtete Selektion
- Adaptationismus
- Populationsdominanz

## Die Synthetische Theorie contra Darwin/Wallace
Die Synthetische Theorie gilt als monokausal im Vergleich zu Darwins Lehre. Während diese Theorie der 1940er Jahre den Wirkungsmechanismus Mutation/Rekombination-Selektion-Adaption stringent anwendet, hat Darwin zusätzliche Blickwinkel zugelassen, auch wenn er sie nur ungenügend erklären konnte. So hat Darwin, wie Lamarck, angenommen, dass Umwelteinflüsse Auswirkungen auf die Vererbung haben können. Auch die spätere Erkenntnis, dass die natürliche Selektion ausschließlich auf der Ebene des Individuums wirken kann, hat Darwin noch mit einem Fragezeichen versehen. Wallace Arthur fasst den Vergleich zwischen der „Synthese“ und Darwins Theorien so zusammen: „Die Synthese hat sich gänzlich entfernt von Darwins wundervollem Buch. Sein Pluralismus ging verloren, die natürliche Selektion trug den Sieg davon.“ Dem ist zu entgegnen, dass erst durch die Synthese von Dobzhansky u. a. (1937) Darwins ursprüngliche Fassung (in der durch Wallace/Weismann nachgebesserten Version) um alle späteren Erkenntnisse aus den verschiedensten Wissenschaftsdisziplinen ergänzt wurde, wie z. B. die Faktoren Gendrift und sexuelle Rekombination, die zu Darwins Lebzeiten noch nicht bekannt waren.

## Begründer in den 1930er und 1940er Jahren
Die hier in alphabetischer Folge genannten Forscher leisteten auf der oben genannten Grundlage (Darwin-Wallace-Weismann-Mendel) aus ihren unterschiedlichen Disziplinen jeweils wichtige Beiträge zur Synthetischen Theorie. Aus diesen zusammen formte sich die Theorie der 1940er Jahre, die 1942 mit Julian Huxleys Buch „Evolution – The Modern Synthesis“ der Epoche ihren Namen gab. Von einer wissenschaftstheoretisch konsequenten „Synthese“ kann dabei nicht gesprochen werden, eher von einem kongruenten, sich in seinen Teilen ergänzenden Theoriegebäude. Kern dieses Theoriegebäudes sind die Selektionstheorie von Darwin und Wallace sowie das mathematisch-statistische Gerüst der Populationsgenetik.
| Wissenschaftler        | Herkunft | geb.-gest. | Fachgebiet                                | Beitrag und Hauptwerk |
| ---------------------- | -------- | ---------- | ----------------------------------------- | --- |
| Theodosius Dobzhansky  | SU/ USA  | 1900–1975  | Zoologie, Genetik                         | Erster Architekt der Synthese. Populationsgenetik der Taufliege Drosophila; Präadaptation. Epochales Hauptwerk: Genetics and the Origin of Species (1937) |
| Ronald Aylmer Fisher   | GB       | 1890–1962  | Mathematik, Statistik                     | Schaffte die Grundlagen der Populationsgenetik. Er stellte die Evolutionstheorien auf ein populationsstatistisches Fundament. Hauptwerk: The Genetical Theory of Natural Selection (1930) |
| J. B. S. Haldane       | GB       | 1892–1964  | Biochemie, Genetik, Psychologie           | Führte Teile der Populationsgenetik auf die Mendelschen Regeln zurück und zeigte ihre Vereinbarkeit mit Darwin. Hauptwerk: The Causes of Evolution (1932) |
| Thomas Hunt Morgan     | USA      | 1866–1945  | Zoologie                                  | Entdeckte bei Forschungen an Drosophila, dass Gene auf den Chromosomen liegen. Nobelpreis für Medizin (1933) |
| Julian Huxley          | GB       | 1887–1975  | Zoologie, Genetik                         | Zusammenhänge zwischen Evolutionstheorien und Genetik in s. Buch: Evolution: The Modern Synthesis (1942); Beiträge zur Philosophie der Naturwissenschaften in s. Buch Religion Without Revelation. |
| Ernst Mayr             | D/ USA   | 1904–2005  | Zoologie, Biogeographie, Systematik       | Bekanntester Architekt der Synthese. Hauptwerk: Systematics and the Origin of Species (1942). Definition der biologischen Art als Fortpflanzungsgemeinschaft; Artbildung durch geografische und reproduktive Isolation (allopatrische Artbildung). Mehr als 700 wissenschaftliche Publikationen.           |
| Bernhard Rensch        | D        | 1900–1990  | Zoologie, Verhaltensbiologie, Philosophie | Hauptwerk: Das Prinzip geographischer Rassenkreise und das Problem der Artbildung (1928) |
| George Gaylord Simpson | USA      | 1902–1984  | Paläontologie                             | Konzept der Makroevolution, dem schnellen Wechsel einer Population, die sich im Ungleichgewicht mit ihrer Umwelt befindet, in ein neues Gleichgewicht. Hauptwerk: Tempo and Mode in Evolution (1944). Ferner: Statistische Methoden zur Untersuchung der Interkontinental-Wanderung der frühen Säugetiere. |
| G. Ledyard Stebbins    | USA      | 1906–2000  | Botanik, Genetik                          | Wichtigster Vertreter der Botanik-Seite. Hauptwerk: Variation and Evolution in Plants (1950) |
| Sewall Wright          | USA      | 1889–1988  | Theoretische Biologie, Genetik            | Grundlagen der Populationsgenetik; Gendrift und adaptive Landschaft. Die genetische Drift (kleine Populationen) als weiterer Evolutionsfaktor neben der Selektion und sexuellen Rekombination. |

## Molekularbiologische Erkenntnisse seit 1950
Noch vor der Epoche der Molekularbiologie sind Schlüsselerkenntnisse zu nennen, die die Genetik als eine zentrale Säule der Synthese bestätigen. Das Luria-Delbrück-Experiment untermauerte 1943 erstmals an Bakterienstämmen empirisch die Hypothese, dass Mutationen in dem Sinn als zufällig verstanden werden können, dass sie keine Reaktion auf Umweltänderungen sind. Das Hershey-Chase-Experiment konnte 1952 belegen, dass genetische Information in der DNA und nicht in Proteinen kodiert ist.
Auf Grund des Erkenntnisfortschritts in der Biologie, aber auch in anderen Wissenschaftszweigen wie zum Beispiel in der Entwicklung neuer Beobachtungs- und Experimental-Technologien (Elektronenmikroskop, Gel-Elektrophorese), wird die Evolutionsbiologie beständig bestätigt und ausgebaut. Die wichtigste Entdeckung der 1950er Jahre zur Stütze von Evolutionstheorien war die Aufklärung der Struktur der DNA durch  Rosalind Franklin, James Watson und Francis Crick, aber auch die Entschlüsselung des genetischen Codes durch Marshall Warren Nirenberg und Heinrich Matthaei ab 1961. Die Erforschung der DNA lieferte in der Folge die molekularen Grundlagen genetischer Prozesse und damit die Erkenntnisse über die Mechanismen der Evolution auf molekularer Ebene. Man erkannte, dass zusätzlich zur Punktmutation von Genen auch die Anzahl, Anordnung und Zusammenstellung der Gene in den Chromosomen eine Rolle bei der genetischen Variation spielen.
Die Bedeutung der nicht-codierenden DNA-Abschnitte, der Introns, wird intensiv erforscht. Man beginnt erst zu verstehen, welchen Einfluss die epigenetischen Ebenen (Zellkern, Zelle, Zellaggregate) auf den Phänotyp haben (Systemtheorie der Evolution und Evolutionäre Entwicklungsbiologie).

## Kritik an der Synthese und Erweiterungen
In den 1950er-Jahren forderte der britische Biologe C. H. Waddington eine Erweiterung der Synthese, basierend auf seinen Arbeiten zu Epigenetik und Genetischer Assimilation.
Zweifel an der Adaptation der Arten kam durch die Neutrale Theorie der molekularen Evolution des Japaners Motoo Kimura ab Ende der 1960er-Jahre auf. Nach dessen Theorie sind die meisten genetischen Mutationen weder letal noch fitnessfördernd. Sie spielen also bei der Adaptation von Arten keine Rolle. Daraus folgt, dass zufällige Ereignisse wie die Gendrift für die Evolution der genetischen Information eine weitaus größere Rolle spielen als solche Veränderungen, die durch Selektion getrieben werden.
In 1980er-Jahren argumentierten die amerikanischen Paläontologen Stephen Jay Gould und Niles Eldredge für eine erweiterte Synthese. Diese Forderung wurde mit der Idee des Punktualismus begründet, einer Erklärung von diskontinuierlichen Änderungsraten und Sprüngen in Fossilreihen, sowie auf der Beobachtung, dass bei der Selektion der Arten große evolutionäre Änderungen gebildet werden. Letztlich wirkt die natürliche Selektion auf verschiedenen Ebenen, von Genen bis zum Organismus in der gesamten Art.
Ab den 1990er-Jahren wurde im Zuge von Forschungsergebnissen der neuen Disziplin der Evolutionären Entwicklungsbiologie Stimmen lauter, die die Aufnahme der Embryonalentwicklung mit deren Veränderungsprozessen und -mechanismen als Kernbestandteil der Evolutionstheorie forderten. Die umfangreichste Arbeit hierzu stammt von der Amerikanerin Mary Jane West-Eberhard. Sie fordert ein neues Rahmenkonzept für eine vereinte Evolutionstheorie, das Entwicklung, Umwelt und Plastizität als ursächliche Faktoren der Evolution aufgreift.
Siehe hierzu Erweiterte Synthese (Evolutionstheorie).

## Zu den BezeichnungenDarwinismusundNeodarwinismus
Die Bezeichnung Darwinismus wurde 1889 von Alfred Russel Wallace (1823–1913) für die von Charles Darwin entwickelte Evolutionstheorie populär gemacht. Die Bezeichnung Neodarwinismus geht auf George Romanes (1848–1895) zurück. Er bezeichnete damit die Selektionstheorie Darwins, die durch Weismann von allen lamarckistischen Elementen befreit wurde.
Die neutrale Bezeichnung Evolutionstheorien ist aus Sicht vieler Biologen dem heute durch negative Assoziationen belasteten Wort Neodarwinismus (Thesensystem um 1900) vorzuziehen: Zum einen erweckt die Endung -ismus den Anschein dogmatischer Unbeweglichkeit, zum anderen wurde durch die parallele Entwicklung des „Darwinismus“ zum Sozialdarwinismus, der zur Begründung des Rassismus herangezogen wurde, die Bezeichnung Darwinismus und damit auch Neodarwinismus diskreditiert; zudem werden die Leistungen von Wallace in dieser Terminologie ignoriert (→ Evolutionsbiologie). Einige neuere Strömungen in der Evolutionsbiologie grenzen sich jedoch auch bewusst vom „neodarwinistischen“ Mainstream ab.